# Магнітна термометрія
Магнітна термоме́трія (рос. термометрия магнитная, англ. magnetic thermometry, нім. magnetischen Thermometrie f) – метод вимірювання температур, що застосовується у основному нижче 1 К. У Т.м. термометричною властивістю служить магнітна сприйнятливість c парамагнетика. Для Т.м. підбирають парамагнетики, у яких c найпростішим чином залежить від температури: c = С / Т (закон Кюрі). За виміряним у слабкому зовнішньому магнітному полі значенням c і відомою для даного парамагнетика постійною Кюрі C може бути визначена так звана магнітна температура Т *. В області температур, в якій виконується закон Кюрі, Т* збігається з термодинамічною температурою Т. При зниженні температури закон Кюрі перестає бути точним і Т* може помітно відрізнятися від Т. Практично магнітну температуру переводять в термодинамічну по таблицях і кривих, складених на підставі ретельних досліджень залежності магнітної сприйнятливості c парамагнітних солей від температури.